# Новоблакитне
Новоблаки́тне — село в Україні, у Володимирівській сільській громаді Баштанського району Миколаївської області. Населення становить 120 осіб.